# Křesťanská lidová strana (Norsko)
Křesťanská lidová strana (norsky Kristelig Folkeparti, zkr. KrF) je norská křesťansko-demokratická strana. Vznikla v roce 1933 odštěpením od Liberální strany v důsledku odlišných postojů vůči luteránské církvi či v otázce prohibice. Vznikla jako první ze skandinávských křesťanskodemokratických stran vzešlých z protestantského prostředí jako reakce na sekularizaci společnosti.
Je to křesťansko-konzervativní uskupení, které svůj program opírá o náboženské etické hodnoty. Mezi její priority patří obrana tradičních hodnot a odmítání potratů, prostituce a eutanazie. Zatímco ve společenských otázkách se profiluje jako konzervativní, v ekonomické oblasti stojí ve středu mezi pravicí a levicí.Tím se velmi podobá křesťansko-demokratickým stranám v katolických zemích Evropy. Na rozdíl od většiny "katolických" křesťanských stran v Evropě se však norští křesťanští demokraté profilují mnohem více euroskepticky a odmítají členství v Evropské unii. Na Evropské úrovni má status pozorovatele v Evropské lidové straně.
Její voličskou základnu tvoří především lidé z oblastí s vyšším podílem aktivních věřících protestantů, kteří se nacházejí na jihu a západě země.

## Předsedové strany
- Ingebrigt Bjørø (1933–38)
- Nils Lavik (1938–51)
- Erling Wikborg (1951–55)
- Einar Hareide (1955–67)
- Lars Korvald (1967–75)
- Kåre Kristiansen (1975–77)
- Lars Korvald (1977–79)
- Kåre Kristiansen (1979–83)
- Kjell Magne Bondevik (1983–95)
- Valgerd Svarstad Haugland (1995–2004)
- Dagfinn Høybråten (2004–11)
- Knut Arild Hareide (2011–)